# András Czitrom
András Czitrom, född 19 juli 1952 i Budapest, Ungern, död 11 november 2017 i Köping, Sverige,var en av initiativtagarna till Svenska Innebandyförbundet (SIBF).
András Czitrom som flyttade från Ungern som 13-åring 1965 till Sverige kom ganska snart i kontakt med innebandy på de skolor han studerat vid under 1970-talet. Under 1978 började han engagera sig allt mer i Tyresökorpens innebandysektion via sitt arbete som fritidsledare. Ganska snart gick det upp för den då 26-årige fritidsledaren att det saknades ett svenskt innebandyförbund. Under 1979 försökte han därför bilda en arbetsgrupp tillsammans med de stora organisationerna (Frisksportförbundet, Rikskorpsförbundet och studentförbundet) som bedrev innebandy. Men ingen ville vara med att bilda ett riktigt innebandyförbund. Istället dröjde det till 1980 och 1981 när han tillsammans med Crister Gustafsson tog initiativet till bildandet av Svenska Innebandyförbundet den 7 november 1981.
András Czitrom var medlem av den första förbundsstyrelsen i Svenska Innebandyförbundet och var förbundsordförande mellan 1983 och 1986 samt generalsekreterare mellan 1986 och 1990. Störst påverkan för innebandyn gjorde han 1985 när han nästan på egen hand bedrev en kampanj för att innebandyn skulle bli en erkänd idrott i Riksidrottsförbundet (RF). Med Czitroms brinnande engagemang blev innebandyn den första idrotten som blev godkänd och erkänd vid sin första ansökan 1985.
För den internationella innebandyn var András Czitrom initiativtagare till att det Internationella Innebandyförbundet internationella innebandyförbundet bildades 1986 och var den första ordföranden mellan 1986 och 1992. Mest uppmärksamhet fick dock András Czitrom när han under 1988 och 1989 bedrev en kampanj att innebandy skulle byta namn till det engelska namnet floorball. Sveriges samtliga föreningar fick rösta om floorball men en klar majoritet ville behålla innebandy som namnet på sporten. Däremot fick han igenom namnförslaget floorball som sportens internationella namn.
1991 gav András Czitrom ut världens första innebandybok med namnet ”Floorball-Innebandy”
Utöver sina förbundsuppdrag för svenska (SIBF) och internationella innebandyförbundet internationella innebandyförbundet (IFF) har han funnits med som ledare runt det svenska och ungerska herrlandslagen samt förbundsuppdrag på distriktsnivå.
Han var även arrangör av tidernas första Bordshockey-SM, som arrangerades 1982.
András Czitrom avled 11 november 2017 efter en längre tids sjukdom.